# Scaphochlamys
Scaphochlamys är ett släkte av enhjärtbladiga växter. Scaphochlamys ingår i familjen Zingiberaceae.

## Dottertaxa tillScaphochlamys, i alfabetisk ordning[1]
- Scaphochlamys abdullahii
- Scaphochlamys anomala
- Scaphochlamys argentea
- Scaphochlamys atroviridis
- Scaphochlamys biloba
- Scaphochlamys breviscapa
- Scaphochlamys burkillii
- Scaphochlamys calcicola
- Scaphochlamys concinna
- Scaphochlamys cordata
- Scaphochlamys erecta
- Scaphochlamys gracilipes
- Scaphochlamys grandis
- Scaphochlamys klossii
- Scaphochlamys kunstleri
- Scaphochlamys lanceolata
- Scaphochlamys laxa
- Scaphochlamys malaccana
- Scaphochlamys minutiflora
- Scaphochlamys obcordata
- Scaphochlamys oculata
- Scaphochlamys pennipicta
- Scaphochlamys perakensis
- Scaphochlamys petiolata
- Scaphochlamys polyphylla
- Scaphochlamys reticosa
- Scaphochlamys rubescens
- Scaphochlamys rubromaculata
- Scaphochlamys subbiloba
- Scaphochlamys sylvestris
- Scaphochlamys tenuis